# Lola Montez (sang)
"Lola Montez" er den tredje single fra det danske heavy metalband Volbeats femte studiealbum, Outlaw Gentlemen & Shady Ladies, der blev udgivet i 2013. Sangen handler om den berømte danser og Countess of Landsfeld, Eliza Rosanna Gilbert. Teksten nævner hendes erotiske Spider Dance og en episode med Henry Seekamp.
Sangen blev spillet første gang på musikfestivalen Rock am Ring i 2011.
"Lola Montez" er bandet anden single i træk, der toppede som nummer 1 på Mainstream Rock Songs-hitlisten i USA. I Danmark solgte singlen guld.

## Spor
| #  | Titel                      | Længde |
| -- | -------------------------- | ------ |
| 1. | "Lola Montez" (radio edit) | 3:57   |

## Hitlister
| Hitliste (2013) | Højeste placering |
| --------------- | ----------------- |
| NLD             | 84                |
| US Hard Rock    | 5                 |
| US Main. Rock   | 1                 |
| US Rock         | 35                |

## Medvirkende
- Michael Poulsen – vokal, rytmeguitar
- Rob Caggiano – leadguitar
- Anders Kjølholm – basguitar
- Jon Larsen – trommer